# Quad Flat Pack

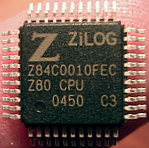
En 44 pinnars QFP-kapsel.

Quad Flat Pack (QFP) är en kapslingstyp för integrerade kretsar som började användas i europeisk och amerikansk elektronikproduktion i början av 1990-talet, då den så kallade ytmonteringstekniken till sist slog igenom i industrin. I japansk miniatyriserad elektronik har liknande kapseltyper förekommit sedan slutet av 1970-talet.
Standard QFP kapslar finnes med allt från 32 ben (till exempel NOR-Flashminnen) till över 200 ben (till exempel komplexa ASIC kretsar) som kan ha ett inbördes avstånd på mellan 0.4 och 1.0 mm (observera att måtten baseras på mm, ej på tum som är fallet för merparten hålmonterade IC-kapslar). Det finns också en uppsjö av mer eller mindre tillverkarspecifika varianter på själva kapselns design, tjocklek, värmetålighet, etc. Vanliga namn på dagens QFP-varianter är LQFP (Low profile QFP) och TQFP (Thin QFP), och det finns ett tvåsiffrigt antal ytterligare.
Det är vanligt med även ett antal hålmonterade komponenter på ett huvudsakligen ytmonterat kretskort, ofta sådana komponenter som skall klara lite större ström, värme, eller mekaniska påkänningar.